# ジョン・F・フランシス
ジョン・F・フランシス（John F. Francis、1808年8月13日 – 1886年11月15日）はアメリカ合衆国の画家である。19世紀の後半に静物画を描いた。

## 略歴
フィラデルフィアで生まれた。独学で画家になり、1945年ころまで、ペンシルベニア州の中部や東部の町の人々から報酬をもらって肖像画を描く仕事をしていた。1845年にペンシルベニア美術アカデミーの展覧会や、ペンシルベニア・アート・ユニオンの展覧会へ出展するようになった。当時の展覧会は入場者を集め、アメリカ人画家を経済的に援助するために、くじで当たった入場者は出展者の作品がもらえるような催しをしていた。この頃からフランシスは、一般美術愛好家に人気のあるジャンルになっていた静物画をえがくようになった。アメリカではフィラデルフィアの画家、ラファエル・ピール(Raphaelle Peale :1774–1825)が果物などの食材を描き、静物画を人気のあるジャンルにしていた。
1850年の作品が最初の知られている静物画で、1854年までに静物画だけを描くようになった。朝食や昼食のテーブルに並べられた料理という題材を描く、代表的な静物画家になり、生涯そのスタイルを続けた。美術史家のゲルト(William Henry Gerdts Jr.:1929–2020)はフランシスを19世紀中期の静物画家のうちで最も「painterly(絵画的)」と評し、その質感の表現を評価している。
残されている作品は1870年代の初めまでで、亡くなる1886年までには忘れられた画家になっていたとされる。

## 作品

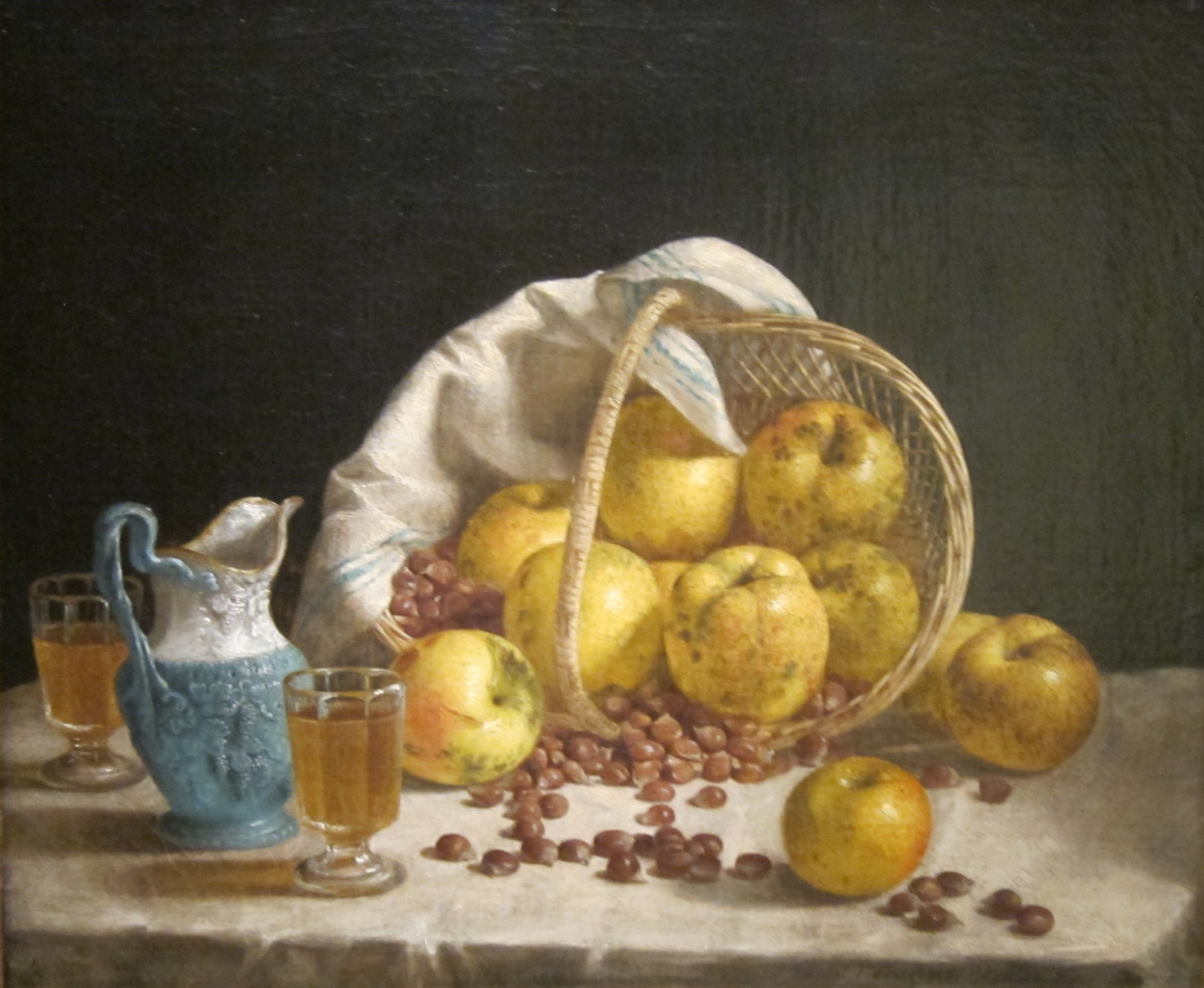
果物籠(1857)
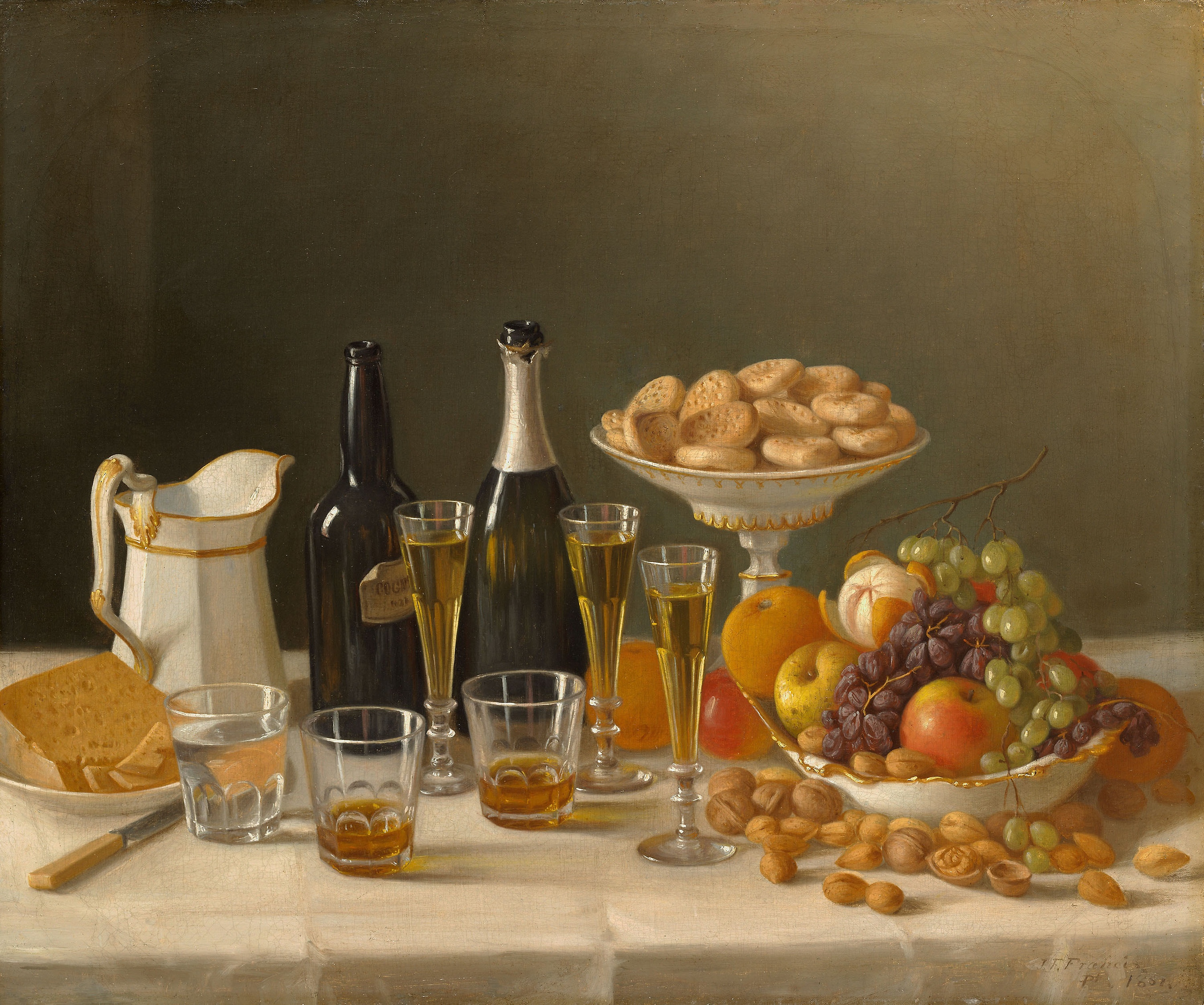
ワイン、チーズ、果物(1857)
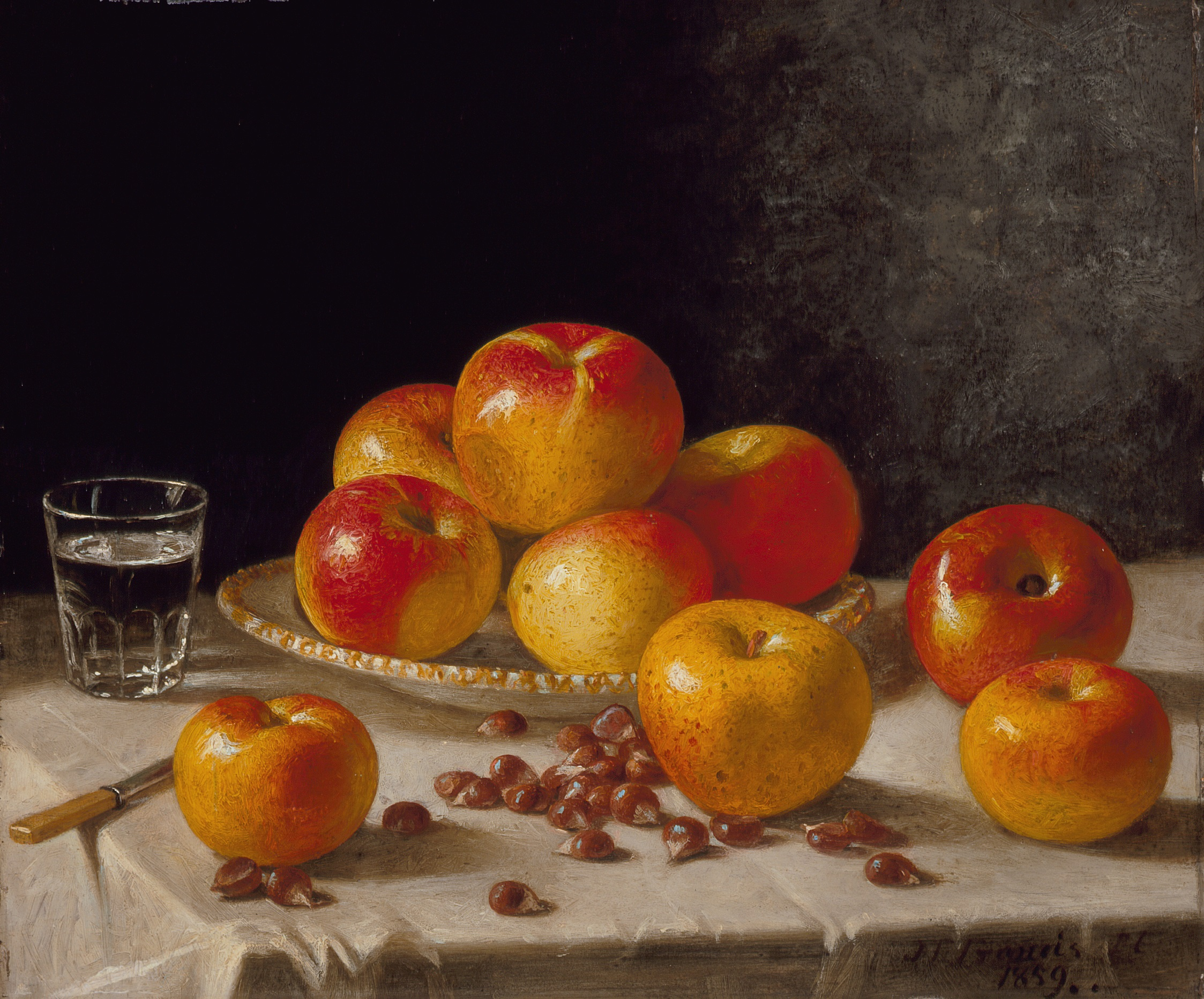
リンゴとチェストナッツ(1859)
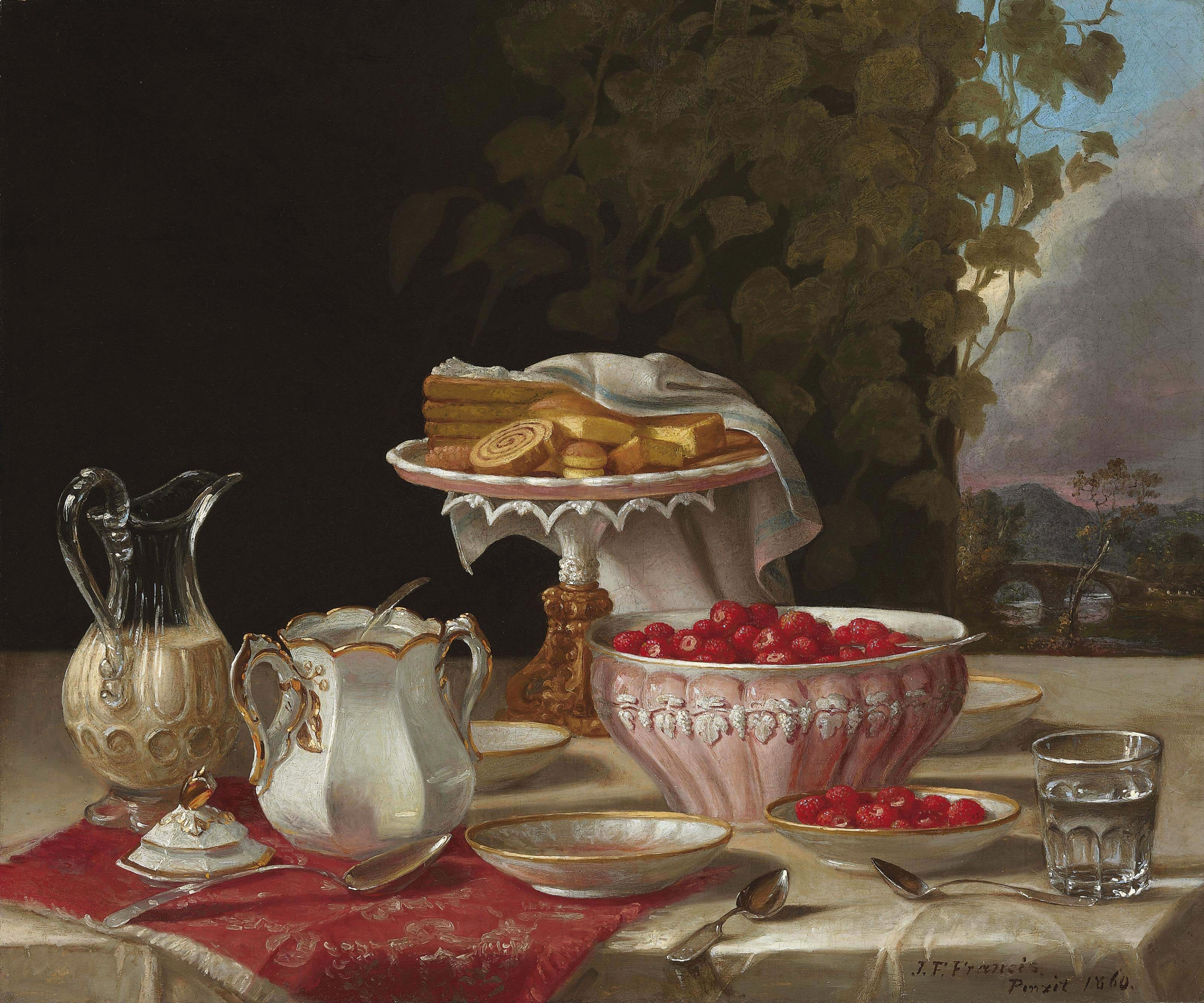
サクランボとお菓子 (1860)
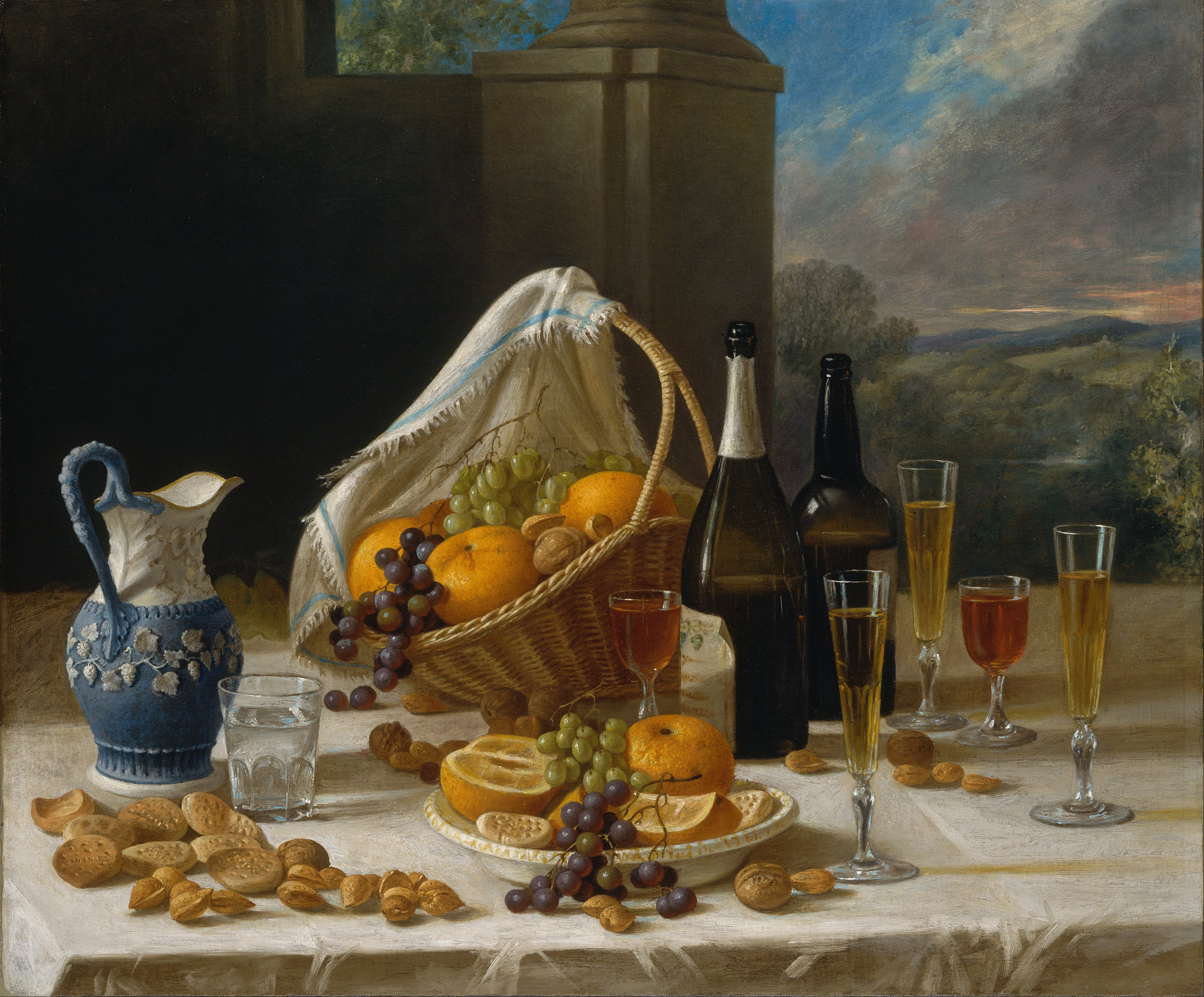
Luncheon Still Life (c.1860)
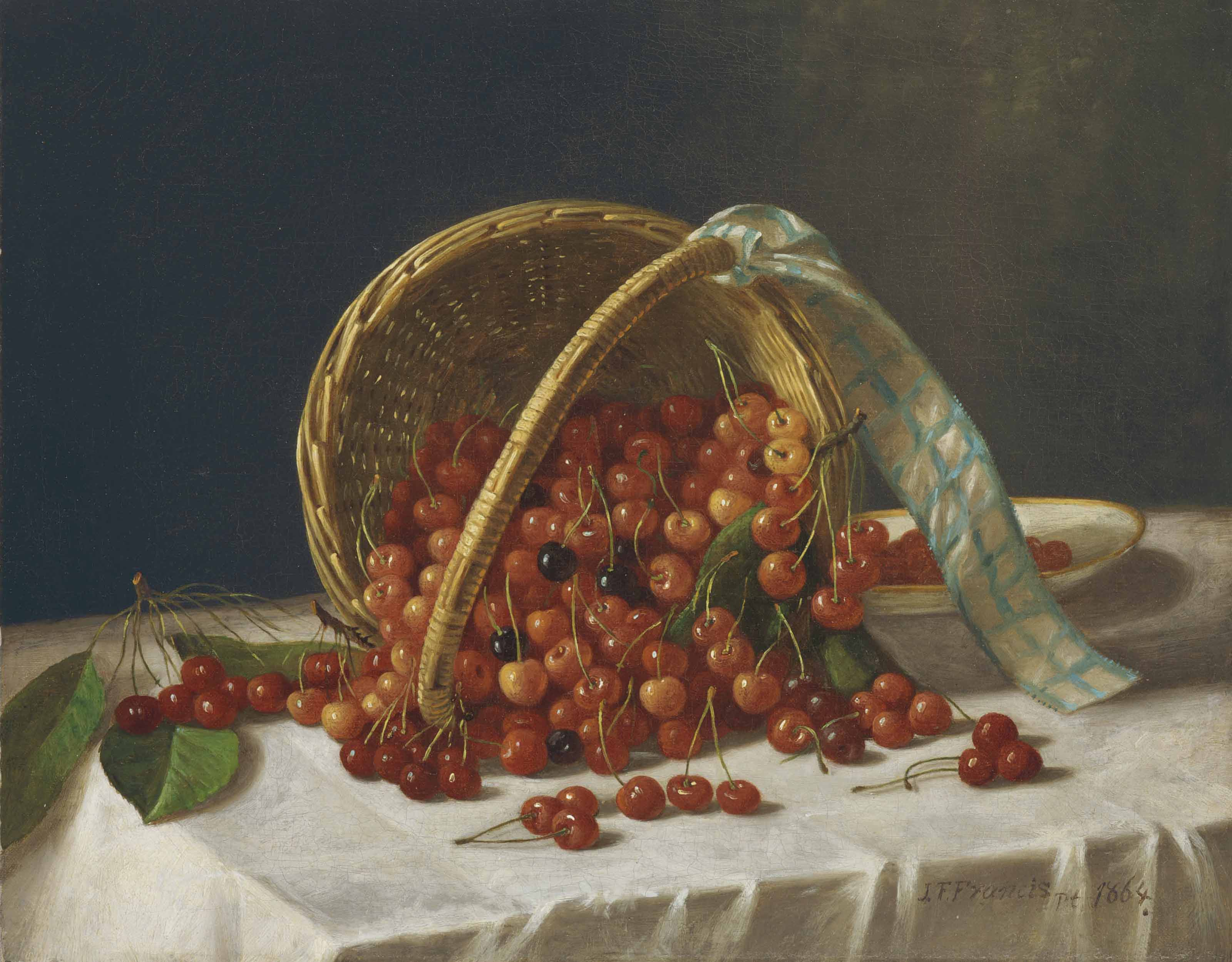
サクランボの籠(1864)
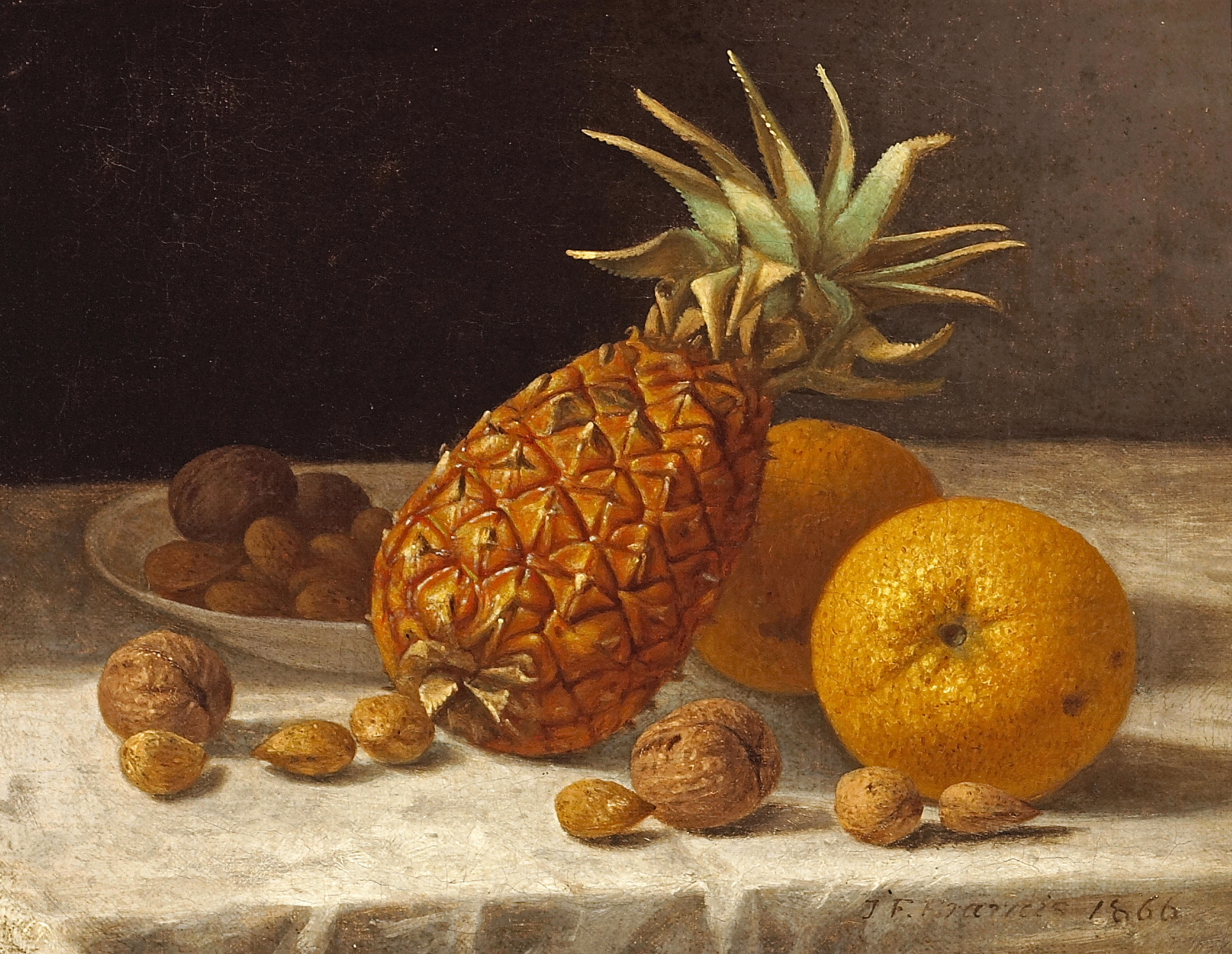
パイナップル、オレンジ、クルミ (1866)
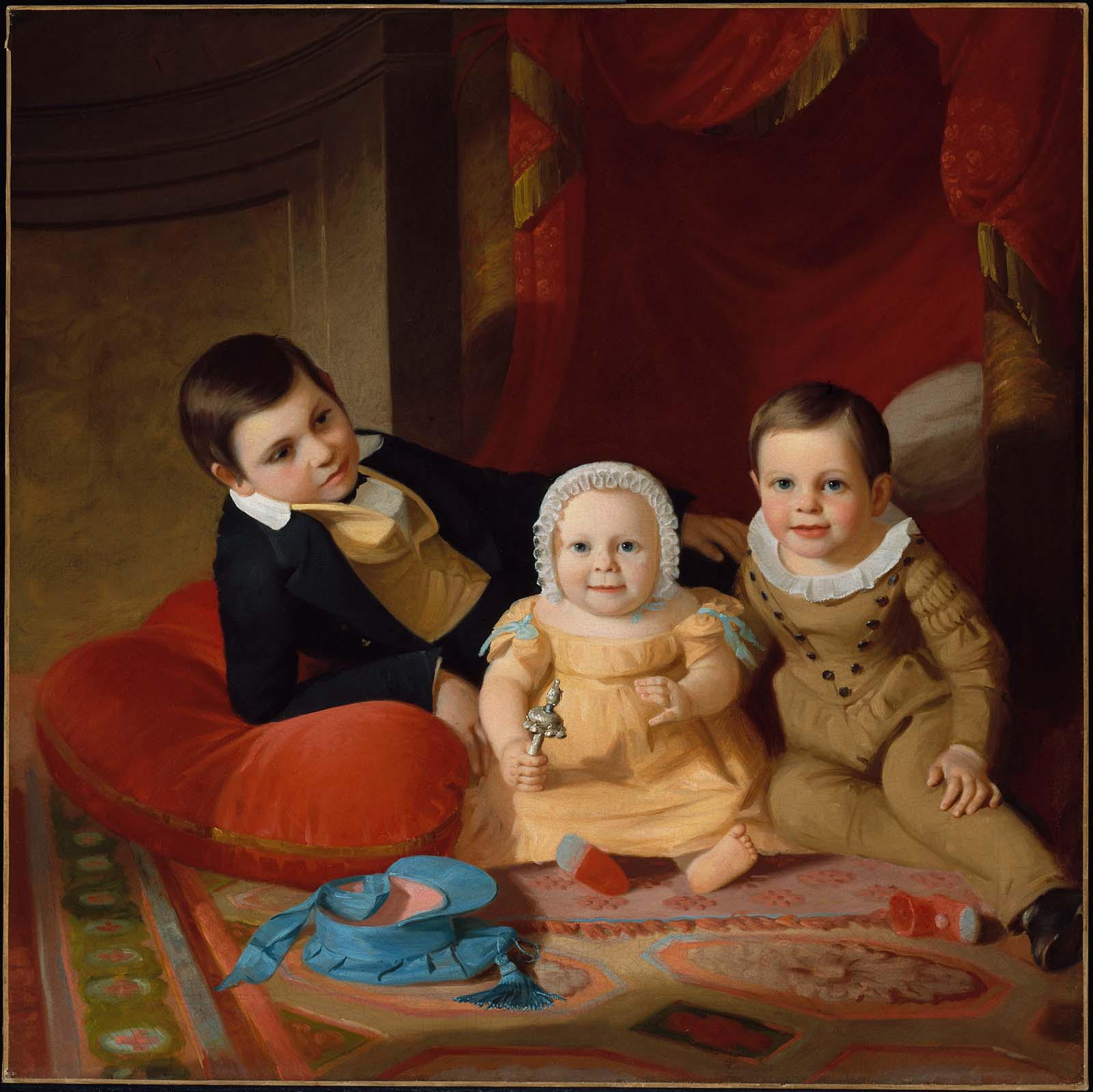
3人の子供 (1840)